# Xanthopimpla pleuralis
Xanthopimpla pleuralis är en stekelart som beskrevs av Joseph Augustine Cushman 1925. Xanthopimpla pleuralis ingår i släktet Xanthopimpla och familjen brokparasitsteklar.

## Underarter
Arten delas in i följande underarter:
- X. p. luzonica
- X. p. maculicollis